# خزرون بن فلفول
خزرون بن فلفول من أمراء مغراوة وأعيان بني خزر في المغرب الأقصى.
زحف خزرون سنة 366 هـ / 977م نحو سجلماسة التي كانت بيد المعتز بالله أبو محمد بن الشاكر من بني واسول، مستغلا الصراع الذي نشب بين أمراء بني مدرار كفرصة سانحة، فانتصر خزرون واستولى على سجلماسة وأنهى بذلك دولة آل مدرار والخوارج في تلك البقاع، وأقام الدعوة بها لهشام المؤيد بالله فكانت أول دعوة أقيمت للأمويين بهذه الجهة من المغرب وكتب بالفتح إلى هشام مرفوقا برأس المعتز فعلقه على باب سدته بقرطبة. فعينه الخليفة على سجلماسة فتولى أمرها وأعطى أوامره بإقامة الصلاة باسم الخليفة إلى أن زحف بلكين بن زيري عليها.
حيث كان المغرب الكبير منقسما بين من يدين للفاطميين، وعلى رأسهم بلكين بن زيري الصنهاجي في المغرب الأوسط، ومن يدين لأمويي الأندلس، وهم أمراء مغراوة وأبرزهم بنو خزر.
تسبب الحملة العسكرية الفاطمية بقيادة بلكين على سجلماسة إلى هروب مغراوة إلى ما وراء وادي ملوية. فسيطر بلكين على فاس وسجلماسة وأرض الهبط وطرد منها عمال بني أمية، فلجأ كثير منهم إلى سبتة، فحاصرها ولم يتمكن من فتحها فتوجه لبرغواطة وعاث فيها. استنجد مغراوة بالمنصور بن أبي عامر فأمدهم بالجند فامتنعوا على بلكين حتى رجع عنهم وهلك في منصرفه حولي سنة 372 هـ فرجع أمراء مغراوة وبني يفرن إلى مواقعهم.
دام حكم خزرون ثلاث سنوات إلى أن خلفه من بعده ابنه وانودين بن خزرون سنة 369 هـ/979م.